# Prix du réalisateur des Giornate degli autori
Le Prix du réalisateur des Giornate degli autori,, ou Prix de la meilleure réalisation des Giornate degli autori (GdA Director's Award ou Giornate degli autori Director's Award,, anciennement Venice Days Award), est un prix cinématographique décerné lors de la Mostra de Venise dans le cadre des Giornate degli autori (ou Venice Days), qui se veulent le pendant Vénitien de la Quinzaine des réalisateurs à Cannes, ou de la section Panorama du festival de Berlin. C'est le prix principal de la section Giornate degli autori de la Mostra. Le prix Venice Days est remis par le Jury officiel de Venice Days composé par les participants au programme 28 Times Cinema du Parlement européen, et dirigé par un cinéaste émérite qui en préside les délibérations. Le GdA Director's Award est accompagné d'une bourse de 20 000 € à répartir à parts égales entre le réalisateur et le distributeur international du film, qui accepte d'utiliser la somme reçue pour promouvoir le film primé internationalement.

## Lauréats
- 2013 : Kill Your Darlings de John Krokidas
- 2014 : Retour à Ithaque de Laurent Cantet, (jury présidé par Diego Lerman)
- 2015 : Early Winter de Michael Rowe (jury présidé par Laurent Cantet)
- 2016 : The War Show d'Andreas Dalsgaard et Obaidah Zytoon
- 2017 : Candelaria de Jhonny Hendrix Hinestroza[7]
- 2018 : C'est ça l'amour de Claire Burger[1],[8]
- 2019 : La Llorona de Jayro Bustamante[9]
- 2020 : Le Chasseur de baleine (Китобой, Kitoboï) de Philippe Youriev (ru)[10]
- 2021 : Imaculat de Monica Stan (ro) et George Chiper-Lillemark[11]